# Sovata
Sovata é uma cidade da Romênia com 12.219 habitantes, localizada no distrito de Mureș.